# U 8 (U-Boot, 1935)
U 8 war ein deutsches U-Boot vom Typ II B, das im Zweiten Weltkrieg von der deutschen Kriegsmarine eingesetzt wurde.

## Geschichte
Der Auftrag für das Boot wurde am 20. Juli 1934 an die Germaniawerft in Kiel vergeben. Die Kiellegung erfolgte am 25. März 1935, der Stapellauf am 16. Juli 1935. Die Indienststellung unter Kapitänleutnant Harald Grosse fand schließlich am 5. August 1935 statt.
Nach der Indienststellung gehörte das Boot von 1936 bis 1937 zur U-Flottille „Weddigen“ in Kiel. Ab Oktober 1937 war es Reserveboot der U-Flottille „Lohs“ und bis 3. Januar 1940 Schulboot der U-Bootschulflottille in Neustadt. Danach wurde es vom 4. Januar 1940 bis zum 12. April 1940 in der U-Boot-Abwehrschule eingesetzt. Vom 13. April 1940 bis zum 30. Juni 1940 diente es als Schul- und Frontboot in der 1. U-Flottille in Kiel. Danach wurde es vom 1. Juli 1940 bis zum 17. Dezember 1940 als Schulboot in der 24. U-Flottille in Memel eingesetzt, bevor es am 18. Dezember 1940 als Schulboot zur 22. U-Flottille nach Gotenhafen kommandiert wurde. Bei der Räumung der Stützpunkte vor der anrückenden Roten Armee verließ U 8 am 26. Januar 1945 Pillau und verlegte nach Wilhelmshaven. 
U 8 unternahm während seiner Dienstzeit eine Feindfahrt, auf der es keine Schiffe versenken oder beschädigen konnte.

## Einsatzgeschichte
Das Boot lief am 19. Mai 1940 um 19:30 Uhr von Kiel zu seiner ersten und einzigen Feindfahrt aus und lief am 7. Juni 1940 um 22:25 Uhr wieder dort ein. Nach dem Marsch durch den Nord-Ostsee-Kanal und Geleitaufnahme in Brunsbüttel operierte das Boot in der Nordsee und im Nordatlantik. Auf dieser 19 Tage dauernden und zirka 1.700 sm über und 242 sm unter Wasser langen Unternehmung wurden keine Schiffe versenkt oder beschädigt.

## Verbleib
U 8 wurde am 2. Mai 1945 in der Westkammer der Raederschleuse in Wilhelmshaven gemäß dem lange bestehenden Regenbogen-Befehl selbstversenkt (Position: 53° 31′ N, 8° 10′ O) und später verschrottet.
Während der langjährigen Dienstzeit des Bootes kam keines der Besatzungsmitglieder ums Leben.